# 神子畑鋳鉄橋

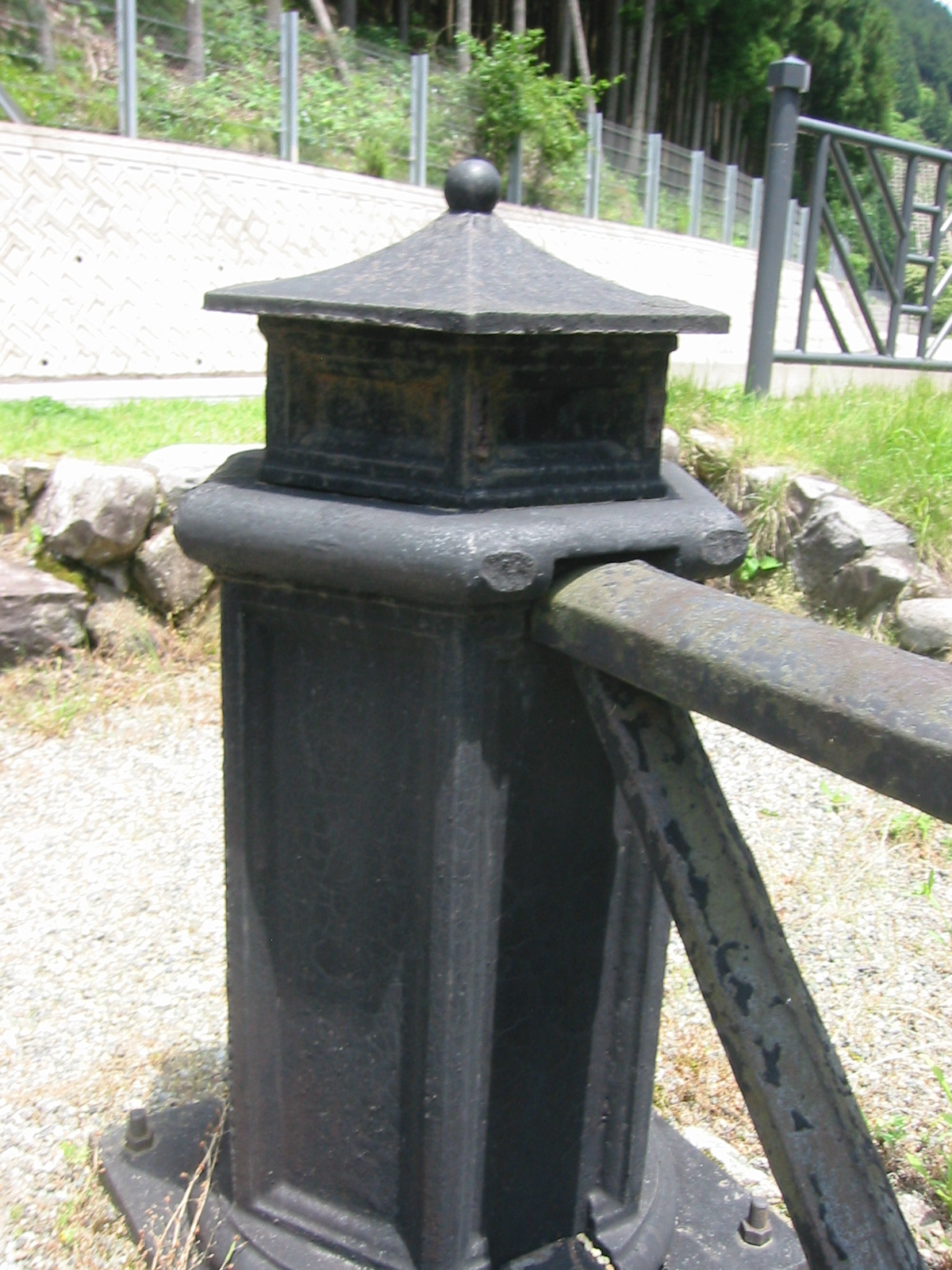
鋳物特有の鋳肌や湯口跡

神子畑鋳鉄橋（みこばたちゅうてつきょう）は、兵庫県朝来市の神子畑川に架かる鋳鉄一連アーチ橋である。

## 概要
橋は兵庫県朝来市佐嚢（さのう）地区を流れる神子畑川（みこばた）に架かる鋳鉄でできたアーチ橋で、川は円山川の支流で国道429号沿いに東西に流れており、神子畑鉱山で採掘された鉱石を生野の生野精錬所まで輸送するため1883年から2年の歳月をかけて約16kmの鉱石運搬道路を建設。その運搬路建設の一環として手引車や牛車（1891年に鉄道馬車等のトロッコ用の線路が敷かれる）などのためにかけられた鉄橋群の一つである。鋳物で作られたものとしては日本では最古のもので横須賀製鉄所で作られ飾磨まで海輸し運ばれたとされ、生野鉱山の開発などで呼ばれたフランス人技師たちの指導のもと作られた。この工事は、明治政府の工部省が総工費4万円で建設した。
他に4箇所架けられていたが現存するのは羽淵鋳鉄橋（L=18mの2連のアーチ橋）と神子畑鋳鉄橋の2つだけとなっている。東京都の八幡橋（旧弾正橋）とともに、近代の橋梁としては初めて1977年6月27日に国の重要文化財に指定されている。老朽化のため1982年には一年かけて永久保存を目的として修繕が行われた。2007年に近代化産業遺産に認定された。また、2017年度には日本遺産にも認定されている。
本橋は、日本に現存している全鋳鉄製の橋としては最も古い。橋の近くには駐車場があり、橋や鉱山の説明板も整備されている。近くには、遊歩道もあり橋の上を歩くこともできる。

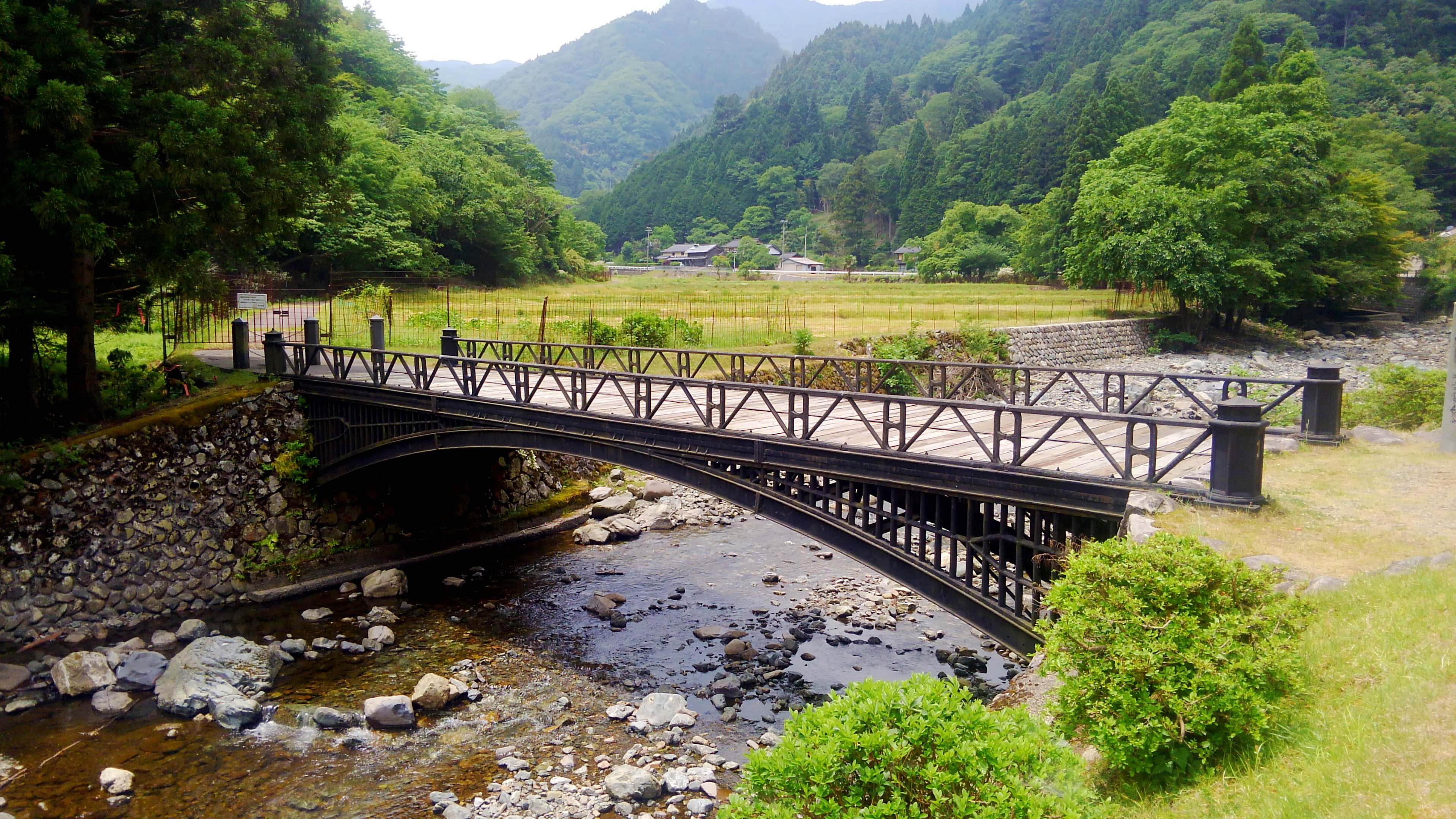
神子畑鋳鉄橋
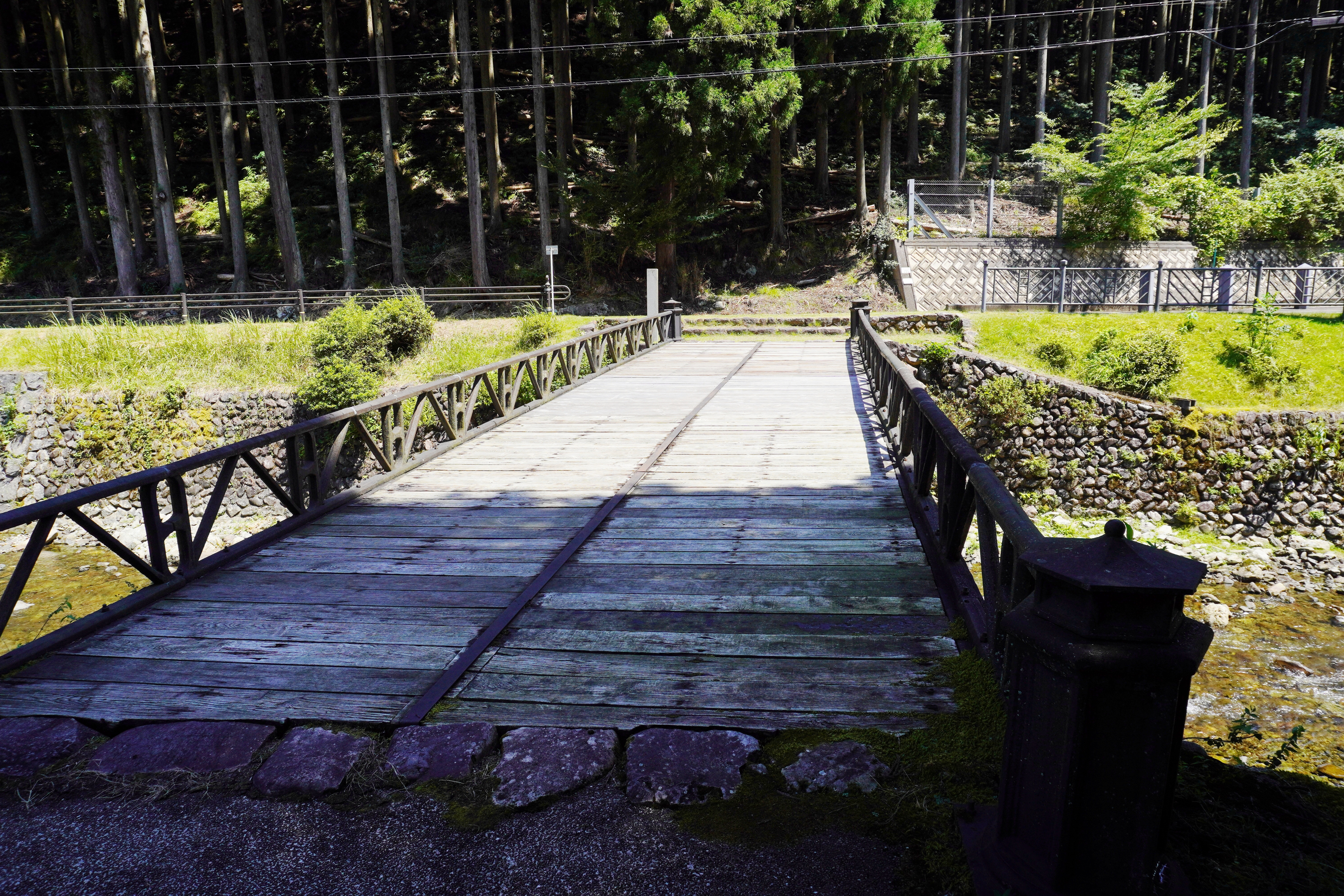
橋床と国道429号(2020.08)

### 年表
- 1878年（明治11年）11月 - 神子畑鉱山で銀鉱脈を再発見
- 1885年（明治18年） - 1883年（明治16年）から着工した神子畑-生野間の鉱山道路建設が完了
- 1917年（大正6年） - 神子畑鉱山が閉山
- 1919年（大正8年） - 神子畑鉱山跡地に神子畑選鉱所が建設される[注釈 1]
- 1977年（昭和52年）6月27日 - 国の重要文化財に指定される
- 1983年（昭和58年）7月31日 - 1982年（昭和57年）9月からの橋の解体保存修理が完了[4]
- 1987年（昭和62年）3月 - 明延鉱山が閉山、神子畑選鉱所閉鎖[5]
- 2004年（平成16年） - 神子畑選鉱所を解体撤去
- 2007年（平成19年）11月30日 - 近代化産業遺産群に認定される[6]
- 2017年度（平成29年度） - 「播但貫く、銀の馬車道鉱石の道 - 資源大国日本の記憶をたどる73kmの轍」で日本遺産に認定される[7]

## 諸元
- 施工年 1883年4月-1885年3月
- 橋長 上流側15.969m、下流側15.997m
- 最大支間 14.2m
- 幅員 3.727m
- 高さ 3.81m
- 構造形式:鋳鉄製単径間アーチ橋

## 神子畑 - 生野間の五つの鋳鉄橋
| No | 名称         | 建設地 | 構造               | 橋長    | 現状     |
| -- | ------------ | ------ | ------------------ | ------- | -------- |
| 1  | 神子畑鋳鉄橋 | 神子畑 | 一連アーチ型鋳鉄製 | 15.997m | 解体復元 |
| 2  | 吊橋         | 神子畑 | 吊り橋型鋳鉄製     | 不明    | 流出     |
| 3  | 羽渕鋳鉄橋   | 羽渕   | 二連アーチ型鋳鉄製 | 18.275m | 解体移築 |
| 4  | 金木鋳鉄橋   | 円山   | 二連アーチ型鋳鉄製 | 約9m    | 撤去     |
| 5  | 無名橋       | 小田和 | アーチ吊下型鋳鉄製 | 約4m    | 撤去     |

## 周辺
- 神子畑選鉱場跡
  - ムーセ旧居
  - 神子畑交流館
- 明延鉱山跡
- 養父市立あけのべ自然学校
- 養父市立明延鉱山学習館
- 羽渕鋳鉄橋
- 朝来インターチェンジ
- 竹田城跡
- 生野銀山
- 砥峰高原
- 峰山高原

## 交通
- JR西日本播但線新井（にい）駅からタクシーで15分
- 播但連絡道路の朝来インターチェンジから国道429号で西に6キロメートル、車で約8分